# Liubîkovîci, Sarnî
Liubîkovîci (în ucraineană Любиковичі) este localitatea de reședință a comunei Liubîkovîci din raionul Sarnî, regiunea Rivne, Ucraina.

## Demografie
Componența lingvistică a localității Liubîkovîci
     Ucraineană (99,5%)
     Alte limbi (0,36%)
Conform recensământului din 2001, majoritatea populației localității Liubîkovîci era vorbitoare de ucraineană (99,5%), existând în minoritate și vorbitori de alte limbi.